# 320e régiment d'infanterie
Pour les articles homonymes, voir 320e régiment.
Le 320e régiment d'infanterie (320e RI) est un régiment d'infanterie de l'Armée de terre française, actif pendant la Première Guerre mondiale. Il est constitué en 1914 avec les bataillons de réserve du 120e régiment d'infanterie. Il est dissout en 1919.

## Création et différentes dénominations
- 2 au 11 août 1914 : création du 320e régiment d'infanterie, régiment de réserve issu du 120e RI à Péronne. À la mobilisation, chaque régiment d'active créé un régiment de réserve dont le numéro est le sien plus 200.

## Chefs de corps
- 2 août 1914 : lieutenant-colonel Malapert
- 20 août 1918 : colonel Charpentier

## Historique des garnisons, combats et batailles du320eRI

### Affectations et constitution
- 2 au 11 août 1914 constitution à Péronne dans la Somme.

Le régiment fait partie de la 104e brigade d'infanterie de la 52e division d'infanterie du 11e corps d'armée, rattaché à la 11e région militaire. Il reste avec la 52e DI d'août 1914 à novembre 1918.
- Constitution en 1914 : 2 bataillons, le 3e et le 6e.
- Le 24 mai 1916, le 320e est réorganisé et complété par un 3e bataillon (le 5e)
- Le 2 juillet 1916 le régiment se reforme et reçoit des hommes pour la formation d’un 4e bataillon (le 4e).

### 1914
Bataille des Frontières
Août
- La mobilisation pour la constitution du 320e régiment d’infanterie s’effectue à Péronne du 2 au 11 août 1914.
À cette date, l’effectif est le suivant :
39 officiers
132 sous-officiers
2 047 caporaux et soldats.
Le régiment fait partie de la 104e brigade d'infanterie et de la 52e division d'infanterie

Le lieutenant-colonel Malapert prend le commandement du régiment qui est formé de deux bataillons (le 3e et le 6e)
- 11 août : le régiment débarque à Aubigny-les-Pothées et va cantonner à Marlemont
- 13 août : le 320e quitte ses cantonnements et entre dans la colonne de gauche de la 52e DI
- 15 au 28 août : le régiment monte en ligne à Revin, et La Mazure  (au nord de Mézières) pour tenir les ponts de la Meuse.
- 25 août : combat à Fumay où le régiment perd 1 tué et 6 blessés.
- 28 août : le 320e RI formant l’arrière-garde de la 104e brigade, à la mission de maintenir l’ennemi en gardant les passages de la Meuse entre Mézières et Boutancourt (ouest de Sedan). Il se retire en fin d’après-midi, et cantonne à Villers-le-Tilleul.
- 29 août : combat d’Ecordal
- 30 août : le 320e RI appuie les 49e et 58e bataillon de chasseurs à pied qui ont pour objectif Puiseux-le-Pas. Le 320e s’empare de Chesnois-Auboncourt, mais il est vigoureusement attaqué par l’infanterie et les mitrailleuses allemandes. Le régiment se replie sur Allanduy.
- 31 août combat d’Echil-Annelles

Bataille de la Marne
Septembre
- 6 septembre : appliquant les ordres du général Foch, le régiment cesse son repli à Connantre, aux environs de Fère-Champenoise et se porte immédiatement au mont Août. C’est le début de la bataille de la Marne
- 7 septembre : le 320e se trouve à Allemant, à gauche des marais de Saint-Gond et occupe les crêtes 169 et 185, face au nord-ouest, l’ennemi venant de Saint-Prix à l'ouest de Fère-Champenoise.
- 8 septembre : le régiment occupe également sur le mont Août.
- Les 8 et 9 septembre, le 320e RI supporte une violente canonnade, repousse des vagues déferlantes d’ennemis et ne perd pas de terrain.
- 9 septembre : la retraite des Allemands est générale. Le régiment poursuit l’ennemi en direction du nord, traverse la Marne à Condé-sur-Marne.
- 14 septembre : le régiment arrive à arrive à Sept-Saulx, sur la Vesle.
 L’ennemi maintenant arrêté, s’organise défensivement entre l’Oise et la Meuse. De violents combats se livrent sur ce front. Chaque parti consolide ses points d’appui, approfondit ses tranchées, multiplie ses défenses.

À la guerre de mouvement succède la guerre de position.
Devant Reims
- 17 septembre : le régiment part pour Reims et s’établit face à Bétheny
- 19 septembre : la cathédrale, certains quartiers de Reims sont bombardés. Le 320e RI vient au secours de la population, terrorisée par les incendies.
- 20 septembre : de violents combats se livrent au nord et à l’est afin d’expulser les envahisseurs des forts à partir desquels ils lancent leurs projectiles.
- 22 septembre : la 52e DI attaque Betheny tenue par les Allemands.
- 23 septembre le 49e bataillon de chasseurs à pied, de la 52e DI s’empare de Betheny. Le 320e reçoit l’ordre d’appuyer le  347e RI qui attaque la position du Linguet. Partant de Betheny le régiment est pris sous un feu violent d’artillerie et les compagnies du 320e ne peuvent pas progresser sur les pentes du Linguet. L’ordre de repli est donné et les compagnies reprennent leurs emplacements dans les tranchées.

Octobre
- 12 octobre : seconde tentative, l’objectif du 320e est le pont des Cavaliers de Courcy, sans résultat.
- 13 octobre : troisième tentative, les vagues d’assauts françaises sont clouées sur place par les tirs de mitrailleuses.
- 14 octobre : quatrième tentative qui échoue, sauf une compagnie du 320e qui se maintient à l’est des Cavaliers de Courcy.
- 15 octobre : avec le soutien du 245e RI, le 320e s’empare enfin du pont des Cavaliers de Courcy sur le canal. Le soir le régiment aura encore progressé de 400 mètres.
- À partir de maintenant les combats cessent, les adversaires restent sur leurs positions et s’y retranchent fortement.

Novembre
- Du 1er novembre 1914 au 2 septembre 1915, aucun fait saillant ne caractérise cette période. La 104e brigade dont le 320e fait partie, reste sur ses positions et effectue des travaux de terrassement.

### 1915
Septembre
- Jusqu’au 2 septembre, le régiment est occupé a creuser des tranchées et autres fortifications défensives.
- Du 2 septembre au 5 novembre le 320e occupe l’ancien secteur du 245e RI aux Cavaliers de Courcy[1].

Novembre
- 5 novembre : le régiment est relevé
- 6 novembre : le régiment cantonne à Verzenay et à Mailly-Champagne
- Du 9 novembre 1915 au 25 janvier 1916, le 320e relève le 173e RI dans le secteur des Marquises[2].

### 1916
Janvier
- Jusqu’au 25 janvier le régiment reste en ligne dans le secteur des Marquises

Février
- 19 février le régiment est relevé et cantonne à Mailly-Champagne
- 28 février le régiment quitte le secteur.

Mars
- Du 11 mars au 20 mars il est mis en réserve à Ventelay.
- 20 mars : le 320e RI remonte sur Reims relever le 301e RIT dans le secteur de la voie ferrée de Laon.
- Du 24 mars au 1er mai, il reste sur ce secteur.

Mai
- du 2 mai au 24 mai, le 320e occupe le secteur de Bétheny
- 24 mai : le régiment est définitivement relevé du secteur de Reims.

Verdun
Juin
- 4 juin : réorganisé et complété par un 3e bataillon, le 320e arrive en autos dans la région de Dugny sur Meuse et Nixéville d’où il est envoyé immédiatement dans les tranchées de première ligne du sous-secteur des Carrières (bois de Vaux-Chapitre), à l’ouest du fort de Vaux. Ce même jour après des bombardements et des attaques d’une violence inouïe, les Allemands sont très proches du fort de Vaux ; ils occupent Vaux devant Damloup, l’étang au nord du fort et sont aux lisières est de Damloup.
- Les 6 et 7 juin le pilonnage de l’artillerie allemande rend les abords du fort de Vaux infranchissable aux troupes de secours.
- 7 juin : le fort de Vaux tombe et les Allemands écrasent d’obus le front étendu entre la ferme de Thiaumont et le fort de Vaux, secteur occupé par l’extrémité sud du bois de la Caillette, le bois du Chapître et le bois de Fumin par la totalité de la 52e DI (dont le 320e fait partie).
- 8 juin : les Allemands descendant de Douaumont attaquent les positions en contournant les redoutes de Thiaumont. Le flanc gauche du 320e RI est momentanément découvert.
- 9 juin, la liaison est rétablie et le 320e contre-attaque.
- 12 juin le régiment est relevé et installé à la caserne Anthouard à Verdun.
Entre le 4 et le 12 juin, en 8 jours, le régiment perd 375 hommes soit 17 % de ses effectifs.
- À partir du 14 juin, il est occupé à des travaux à l’ouest du fort de Souville, sous des bombardements incessants.
- Le 23 juin : après une préparation d’artillerie intense, les Allemands attaquent violemment de La Lauffée à la cote 321. Le régiment est envoyé en position d’attente à la fourche des Quatre-Chemins à 1 200 mètres du fort de Souville. Malgré des pertes effroyables, les Allemands occupent le bois de Vaux-Chapître, grimpent sur les pentes du fort de Souville et se trouvent aux abords de Fleury. Le 320e se porte en défense sur Fleury.
- 24 juin : le régiment contre-attaque et dégage Fleury.
- 25 juin : le régiment est relevé en pleine action.
- 27 juin : le régiment embarque en autos à Landricourt et à Nixéville pour Nanteuil le Grand et Maulan.

Juillet
- Jusqu’au 2 juillet le régiment se reforme et reçoit des hommes pour la formation d’un 4e bataillon.

L’Alsace – Le Sudel
- 3 juillet le régiment embarque à Ligny-en-Barrois et part en direction des Vosges, par Gérardmer, Cornimont et Xoulxe, afin d’occuper un secteur en Alsace.
- 18 juillet : le 320e arrive en Alsace reconquise et cantonne à Oderen et Husseren-Wesserling.
- 27 juillet : le 320e relève dans le secteur centre de la 52e DI les 27e et 28e bataillon de chasseurs alpins et occupe le Sudelkopf et Jufenhut.

Octobre
- En octobre la neige fait son apparition dans les Vosges et la température baisse brusquement.

Novembre
- Vers la mi-novembre, les Allemands écrasent les tranchées de torpilles malgré le froid intense. On enregistre -32 °C au Ballon de Guebwiller, -30 °C au Sudel, le vin gèle dans les tonneaux.

Décembre
- 10 décembre : le régiment est envoyé au repos. Il traverse le col du Roseberg où il marche pendant 18 heures dans la neige. Il quitte l’Alsace, en chemin de fer, dans les environs de Belfort. Il débarque près de Villersexel et passant par Baume-les-Dames il arrive au camp de Valdahon (entre Besançon et Morteau).

### 1917
Janvier
- 22 janvier : le régiment embarque à Avoudrey, débarque dans les environs de Belfort.
Par Leval, Massevaux, le col du Roseberg, il regagne ses anciens emplacements, où il relève le 33e bataillon de chasseurs alpins. Jusqu’aux premiers jours de mai, la température restera toujours aussi rigoureuse et la neige atteindra 10 mètres d’épaisseur.

Avril
- Dans la nuit du 15 au 16 avril, une partie du régiment prend part à un coup de main.
- 19 avril : le 320e remplace le 348e RI dans le secteur nord, devant Metzeral et à l’Hilsenfirtz (au nord du ballon de Guebwiller)

Mai
- Les 7, 8 et 9 mai les Allemands avec un nombre considérable d’engin de tranchées, exécutent des tirs systématiques de destruction.
- Le 10 mai à 1 heure du matin, l’ennemi attaque. À l’Hilsenfirtz, les guetteurs français alertent l’artillerie qui déclenche un tir de barrage, faisant refluer en désordre l’assaillant.
 Sur Metzeral, l’attaque a surpris les soldats occupés à réparer les défenses, mais la situation se rétabliet vite et les Allemands battent également en retraite.

Juin
- Les 5 et 6 juin, le régiment relève le 348e RI dans le secteur sud.
- Les 26, 27 et 28 juin, le 320e RI est relevé par le 106e RI

Juillet
- Du 18 au 20 juillet, le 320e est en ligne dans les zones de Hizel, de Largitzen et des Étangs.

Août
- 19 août : le 320e RI est définitivement relevé du secteur Alsace, et stationne à Chaux, Rougegoutte, La Capelle sous Chaux, et Sermamagny.

Verdun
Septembre
- 1er septembre : le 320e embarque en train à Bas d’Evette.
- 2 septembre : il débarque à Nançois-le-Petit et Longeville au sud-est de Bar-le-Duc, et cantonne dans les villages de Guerpont et de Silmont.
- Les 11 et 12 septembre le régiment est transporté en camions et autos à Verdun.
- 13 septembre : il relève des éléments du 169e RI dans le quartier des Quatre-Chemins, dans la zone de Le Chaume, dans le bois des Caurrières.
- Dans la nuit du 13 au 14, le 320e subit un violent bombardement.
- 14 septembre : à 5 h 30, il est assailli par des troupes spéciales. Le régiment résiste, mais refoulé par les forces ennemies, écrasé par l’artillerie allemande, il recule jusqu’au quartier des Quatre-Chemins où il réussit à se maintenir, à se réorganiser pour contre-attaquer. 
 Vers 16 heures, le 320e RI et les éléments restant du 169e RI contre-attaquent et rejettent l’assaillant du plateau des Caurrières.
Les débris des bataillons les plus touchés se rassemblent dans les abris du ravin de l’Ermitage, en réserve.
- Du 16 au 23 septembre la zone de Le Chaume est soumise à de violents bombardements.
- 24 septembre : vers 5 h 30, les Allemands lancent une violente attaque, sur la zone Le Chaume. Le front fléchit mais ne rompt pas. Vers 8 h Les 245e RI et 320e contre-attaquent et reprennent le terrain perdu. Le positions sont confortées avec l’aide des 279e RIT et 380e RI.

De cette journée vient le surnom, donné par les Allemands, de la 52e DI « division des Tigres »
- Du 24 au 27 septembre, les bataillons sont encore soumis à des bombardements intenses, mais aucune attaque d’infanterie ne se produit.
- Dans la nuit du 27 au 28 septembre le 320e est relevé.
- À partir du 29 septembre il cantonne à Guerpont et Silmont où il est recomplété par les officiers et les hommes du 245e RI dissous.

La pointe de Saint-Mihel
Octobre
- 15 octobre : le régiment relève les 86e et 408e RI dans les zones du bois Mullot et Han-Beslay à Saint-Mihiel.
- 28 octobre, à Pont sur Meuse, le général Henrys commandant le 17e Corps d'Armée, remet la Croix de guerre au Drapeau du 320e RI.

Novembre
- Le régiment participe à plusieurs coups de main en novembre et repousse plusieurs attaques ennemies.

### 1918
Janvier
- 16 janvier le régiment prend le secteur de Rouvrois-sur-Meuse et de Lacroix-sur-Meuse.

Avril
- Le régiment participe à plusieurs coups de main en avril et repousse plusieurs attaques ennemies.
- 23 avril : le 320e RI est relevé par le 23e régiment d'infanterie des États-Unis de la 2e division d'infanterie.

Il séjourne en arrière des lignes, au fort de Troyon et au camp de la Gaufière, où il effectue des travaux.
Verdun
Mai
- 16 mai : il relève, dans le secteur ouest de Belleville, le 120e RI et le 18e bataillon de chasseurs à pied et se trouve pour la 3e fois sur le secteur de Verdun.
- 25 mai : l’ennemi déclenche un tir de barrage d’obus toxiques

Juin
- 6 juin : le régiment prend le secteur des Quatre Chemins, Chambrettes et Les Fosses et effectue plusieurs coups de main.

Juillet
- 6 juillet : le régiment repousse une attaque
- 10 juillet : le régiment est relevé et part pour la Marne

Bataille de l’Aisne et Seconde bataille de la Marne
- 14 juillet : le 320e débarque à Saint-Rémy-sur-Bussy et Bussy-le-Château.
- 15 juillet : la grande offensive allemande se déclenche entre Château-Thierry et Reims d’une part et Reims et l’Argonne de l’autre.
- 18 juillet : le 320e arrive à Coulombs-en-Valois.
- 20 juillet : le 320e relève le 152e RI aux abords ouest de Bonnes, que l’ennemi occupe, avec pour mission d’attaquer le village et de refouler l’occupant en direction de Fère-en-Tardenois.
- 21 juillet : le régiment enlève le village de Bonnes à la baïonnette, et continue sa progression, en combattant sur les fermes des Vallées, la crête de Plaisance, les bois du Roi et du Châtelet et arrive en fin de journée à 200 mètres de la cote 211 et de La Couarderie. Le 320e RI a progressé de 6 kilomètres et s’y maintient.
- 22 juillet : le régiment est replacé entre Le Charmel et la route de Château-Thierry, avec pour mission d’attaquer le bois du Châtelet. Les Allemands contre-attaquent, mais sont refoulés. Au soir les positions n’ont guère changé.
- 23 juillet : le combat continue pour la conquête du bois, plus de 200 Allemands y seront tués, mais les positions bougent à peine. Les Allemands évacuent le bois dans la nuit.
- 24 juillet : le régiment progresse dans la direction de La Grange aux Bois à Beaumé et réussit à s’infiltrer dans le bois de la Tournelle avançant de 5,5 kilomètres dans la journée.
- 25 juillet la progression en direction de la ferme Préau est très limitée.
- 26 juillet : la défense allemande est toujours très forte, le régiment ne progresse que de 700 mètres. Dans la nuit le 320e RI est relevé par 10e régiment de tirailleurs, mais reste en réserve de division d’infanterie.

Depuis le 21 juillet le 320e RI a progressé de 13 kilomètres, capturé une trentaine de prisonniers, 2 canons, 67 mitrailleuses et de nombreuses munitions.
- 30 juillet : le régiment est se porte sur la ligne Villeneuve-sur-Fère, cote 174 au sud de Bruyère) et forme un point d’appui défensif.

Août
- 2 août : le régiment, en réserve de corps d’armée, n’étant plus en contact immédiat avec l’ennemi, se met en marche et le
- 3 août : franchit l’Ourcq à Fère-en-Tardenois et se porte sur la route menant à Loupeigne
- 5 août : le régiment passe en réserve d’armée et reste à son emplacement
- 9 août : le 320e va s’installer au sud-ouest de La Ferté Millon.
- 20 août : le colonel Malapert est remplacé par le colonel Charpentier

La Vesle
- 22 août : la 52e DI relève sur le front de la Vesle la 68e Division d'Infanterie ; le 320e relève le 344e RI
- 23 août : le 320e est épaulé par le 10e Régiment de Tirailleur Algérien (TA)

Septembre
- 4 septembre : le régiment reçoit l’ordre de franchir la Vesle, combat sur le mont Hussard, continue sa progression  jusqu'à l’Aisne.
- 5 septembre le 10e RTA, tient Cys-la-Commune et le 320e est à Forme de Guerre de Leu
- 7 septembre : le général Jean-Marie Degoutte commandant le VIe Armée, cite à l’ordre de l’Armée le 320e RI
- 8 septembre : le 320e est relevé par le 328e RI
- Du 9 au 19 septembre le régiment stationne à Courcelles-le-Comte, dans les creutes du château de Virly à Jouaignes, bois de l’Échafaud et le château de Limé.
- 20 septembre : il relève le 10e régiment de tirailleurs algériens dans le secteur est de la 52e DI. Il a à sa droite un régiment italien et à sa gauche le 328e RI.
- 23 septembre : le 320e est relevé par le 75e Régiment d’Infanterie Italien

L’Aisne
- 27 septembre : la 52e DI remplace la 45e Division d'Infanterie avec comme objectif final le franchissement du canal latéral à l'Aisne
- 30 septembre l’attaque est déclenchée et, malgré l’appui de chars d’assaut, elle échoue devant la résistance opiniâtre des Allemands.

Octobre
- 1er octobre : Après des tirs de destruction sur les positions, le 320e passe le canal latéral à l'Aisne, faisant 70 prisonniers et s'emparant d’un matériel important
- Du 2 au 9 octobre, toutes les tentatives de passage de l’Aisne échouent.
- 10 octobre : les Allemands se replient, le 320e passe le fleuve à l’est de Maizy, et exécute un mouvement afin de dégager de la rive sud la 6e DI clouée par les mitrailleuses allemandes.

Le régiment s’empare de Hangard et Beaurieux et fait 63 prisonniers et capture une dizaine de mitrailleuses.
- 11 octobre : le régiment fait route sur Craonnelle et le plateau de Californie. Malgré le bombardement de l’artillerie et de l’aviation ennemie, le 320e occupe, en fin de journée, Beaurieux, le plateau du Signal et les pentes du ruisseau du Moulin Rouge.
- 12 octobre : aidé par le 328e RI, le 320e libère Craonnelle et en fin de la journée occupe la rive sud de l’Ailette, le plateau de Vaucluse
- 13 octobre : l’Ailette est franchie, continue la poursuite en direction de Sissonne et en fin de journée le 320e libère Sainte-Croix, La Maison Bleue, Ramecourt, Saint-Erme et continue la poursuite.
- 14 octobre : le régiment libère Aizelles, Saint-Thomas, Craonne et Craonnelle.
- Du 15 au 19 octobre le régiment travaille à la réfection des routes, et se réorganise.
- 19 octobre : le régiment franchit la route Pontavert-Corbeny-Sissonne et bivouaque dans les bois à l’ouest de la ferme de Remiécourt, sous une pluie battante.
- 20 octobre : il relève un régiment dans le secteur de La Selve
- Du 21 au 24 octobre l’ennemi bombarde les positions.
- 25 octobre : à 6 h 30 se déclenche l’attaque contre la ligne Hundling-Stellung[3]. La 52e DI, qui se trouve à l’aile gauche de l’attaque principale. Le 320e se heurte à un nombre considérable de mitrailleuses, et de minenwerfers et doit cesser sa progression devant l’intensité des tirs.
- 26 octobre : l’ennemi se replie et le régiment occupe les carrières de La Selve où ils sont immédiatement pris à partie par l'artillerie et les  minenwerfers ennemis.
- 27 octobre : le régiment organise ses positions en vue de la stabilisation du front.
- 28 octobre : l’ennemi tente, par deux fois, de reprendre les carrières, sans succès.
- 29 octobre : le régiment repousse un nouvel assaut
- Les 30 et 31 octobre, les Allemands bombardent les positions avec des obus de gros calibres et des obus toxiques.

Novembre - décembre
- 1er novembre : le 320e appuie le 328e RI qui lance une reconnaissance, mais est obligé de se replier, toutefois 2 mortiers Jouhandeau-Deslandres sont détruits. En réponse l’artillerie allemande réagit violemment et le
- 2 novembre  bombarde à l’ypérite les positions des carrières tenues par le 320e, qui sont partiellement évacuées. Les Allemands en profitent pour occuper le terrain, mais sont repoussés.
- 3 et 4 novembre : l’artillerie ennemie est toujours très active.
- 5 novembre : les Allemands amorcent un mouvement de repli. Ils sont immédiatement poursuivis, et le régiment passe La Selve, la ferme de Montigny-la-Cour et s’empare de Dizy-le-Gros. Le régiment a progressé de 8 kilomètres, et est soutenu par les unités italiennes se trouvant sur le Hurtaut et le Thuel
- 6 novembre : le 320e est mis en réserve de division et suit le mouvement.
- 11 novembre 1918 : il est à Renwez.

Après avoir stationné dans la région de Renwez, le régiment, par étapes, sur des routes défoncées cantonne à Mesnil-sur-Oger dans la région d’Épernay, où il reçoit la Fourragère.

Puis par Vitry-le-François et Saint-Dizier, le régiment se rend par étape en Lorraine reconquise.
- 21 décembre : le 320e passe la Seille (frontière de 1871) à Lanfroicourt et cantonne dans la région de Morhange, puis à la caserne Teyssier à Bitche.
Le régiment fournit les postes de barrage à la frontière.

### 1919
- 2 février le régiment est cité pour la 3e fois à l’ordre de l’Armée.

L’armistice entraînant la dissolution des unités de réserve, la 52e DI commence cette opération en février.
- 17 février : à la caserne Teyssier de Bitche la dissolution des 3 bataillons du 320e régiment d'infanterie commence.
- 3 mars : la dissolution est terminée.
- 11 mars : le drapeau du 320e régiment d'infanterie accompagné de sa garde part de Péronne et arrive le 12 mars à Ancenis, où il est reçu au dépôt.

## Drapeau
Il porte, cousues en lettres d'or dans ses plis, les inscriptions suivantes :
- La Marne 1914
- Verdun 1916
- Champagne 1918

## Décorations
Sa cravate est décorée de la croix de guerre 1914-1918 avec trois citations à l'ordre de l'armée.
il a le droit au port de la fourragère aux couleurs de la Croix de guerre 1914-1918 décernée le 3 septembre 1918.
- Croix de guerre le 28 octobre 1917
  - Citation du 28 octobre 1917

Ordre général no 958 de la IIe Armée

Le général commandant la IIe Armée cite à l’ordre de l’Armée, le 320e régiment d’infanterie :

Sous les ordres du colonel Malapert, chef de corps animé des plus beaux sentiments de bravoure et de devoir, a brillamment repoussé, le 14 septembre, une violente attaque ennemie de beaucoup supérieure en nombre.

A fait subir des pertes importantes à l’adversaire, a fait des prisonniers et, avec une élite de braves, a, dans des conditions particulièrement difficiles, maintenu intégralement ses positions.
- Citation du 7 septembre 1918

Ordre général no 261 de la VIe Armée

Le général Degoutte, commandant la VIe Armée, cite à l’ordre de l’Armée le 320e régiment d’infanterie :

Sous la direction sage et éclairée du colonel Malapert, chef adoré de ses hommes, a pris une part glorieuse aux opérations victorieuses des journées du 21 au 28 juillet 1918 au sud de l’Ourcq, a réalisé une avance de 13 kilomètres, enlevant un village (Bonnes) et des bois fortement organisés et énergiquement défendus. A facilité la progression des unités voisines opérant à sa droite, a fait des prisonniers, prix 2 canons, 67 mitrailleuses et un matériel important.
- Citation du 2 février 1919

Ordre 13.184/D du GQG des Armées de l’Est

Le maréchal de France, commandant en chef les Armées de l’Est, cite à l’ordre de l’Armée le 320e régiment d’infanterie : 

Sous le commandement du colonel Charpentier, et grâce à l’impulsion méthodique et énergique de ce chef de corps, au cours des opérations du 21 août au 11 novembre 1918, a, par ses manœuvres habiles et soigneusement préparées, forcé le passage de l’Aisne doublée du canal, énergiquement défendus par un ennemi opiniâtre, surprenant et faisant des prisonniers presque tous les défenseurs ; a en outre attaqué avec succès la ligne Hundling.
A fait au cours de ces opérations de nombreux prisonniers en s’emparant d’un important matériel de guerre.

Au GQG, le 2 février 1919

Le Maréchal de France commandant les Armées de l’Est

Signé : Pétain

## Faits d'armes faisant particulièrement honneur au régiment
(*) Bataille portée au drapeau du régiment.
- Bataille de la Marne(*)
- Bataille de Verdun(*)
- Bataille d'Alsace
- Bataille de Champagne(*)

### Sources et bibliographie
- Historique du 320e régiment d’infanterie, Paris, Nancy, Librairie Chapelot (lire en ligne).